# Felix Wilfred
Felix Wilfred (* 21. Februar 1948 in Tamil Nadu, Indien; † 7. Januar 2025) war ein römisch-katholischer Befreiungstheologe und Hochschullehrer.

## Werdegang
Felix Wilfred wurde im indischen Bundesstaat Tamil Nadu geboren und studierte in Italien und Frankreich. Er promovierte und war Gastprofessor in Frankfurt am Main (1996–1997), Münster und Nijmegen, am Ateneo de Manila und am Boston College.
Von 1977 bis 1993 lehrte er am Priesterseminar St. Paul in Tiruchirappalli. Von 1993 bis zu seiner Emeritierung 2008 war er Professor am Department of Christian Studies an der University of Madras in Chennai. Er war außerdem Mitglied der Internationalen Theologenkommission, die zu dieser Zeit unter dem Vorsitz Joseph Ratzingers stand. 2007 wurde Wilfred Präsident des Herausgeberrates der internationalen theologischen Zeitschrift Concilium. Die Geschäftsstelle von Concilium wurde dementsprechend von Nijmegen nach Chennai verlegt.
Später war Wilfred Direktor des Asian Center of Cross-Cultural Studies (ACCS), welches er selbst gegründet hatte. Er war Gastdozent am Ostasiatischen Pastoralinstitut (EAPI) in Manila und Mitglied des Statutory Ethical Committee des Indian Institute of Technology (IIT). 2011 trat er eine Gastprofessur am Trinity College (Dublin) an.
Felix Wilfred war Mitherausgeber der in Kottayam auf Englisch und Malayalam erscheinenden Zeitschrift Jeevadhara. A Journal for Socio-Religious Research. Er arbeitete am Lexikon für Theologie und Kirche (LThK) mit. Seine Forschungsschwerpunkte waren die interkulturelle Theologie und die Theologien der Dritten Welt sowie der religiöse Pluralismus Asiens.

## Schriften

### Als Autor
- mit Madathilparampil Mamen Thomas: Theologiegeschichte der Dritten Welt: Indien. Hrsg. von Theo Sundermeier. Aus dem Englischen von Anneliese Gensichen. Kaiser, München 1992, ISBN 3-459-01917-4 (Kaiser-Taschenbücher, Band 108).
- Asiatische Theologie an der Wende zum neuen Jahrtausend. Unbeantwortete Fragen und neue Horizonte. Evangelisches Missionswerk in Deutschland, Hamburg 1999.
- An den Ufern des Ganges. Theologie im indischen Kontext. IKO – Verlag für interkulturelle Kommunikation, Frankfurt am Main 2001, ISBN 3-88939-598-8 (Theologie interkulturell, Band 11).
- Theologie vom Rand der Gesellschaft. Eine indische Vision. Herder, Freiburg im Breisgau 2006, ISBN 3-451-29162-2 (Theologie der Dritten Welt, Band 35).
- Religious Identities and the Global South. Porous Borders and Novel Paths. Springer International Publishing, Cham 2021, ISBN 978-3-030-60737-1.

### Als Herausgeber
- Verlaß den Tempel. Antyodaya – indischer Weg zur Befreiung. Herder, Freiburg im Breisgau 1988, ISBN 3-451-21216-1 (Theologie der Dritten Welt, Band 11).
- The Oxford handbook of Christianity in Asia. Oxford University Press, Oxford 2014, ISBN 978-0-19-932906-9.
- mit Adrian Loretan: Revision of the Codes. An Indian-European Dialogue. Lit, Münster 2018, ISBN 978-3-643-80238-5.